# Exclusive
Pour les articles homonymes, voir Exclusive (homonymie).
Le droit d’exclusive (en latin : ius exclusivae) est un privilège de veto qu'ont possédé la France, l'Espagne et l'Autriche (en tant qu'héritière du Saint-Empire romain germanique) dans le cadre de l'élection pontificale. Ces pays pouvaient officiellement exclure un cardinal susceptible d'être élu. Ce droit était normalement confié au cardinal de couronne du pays concerné, qui se charge de signifier le veto aux autres cardinaux.
L'exclusive se distingue de l'approbation impériale, en vigueur dans les premiers siècles du christianisme, par laquelle l'Empereur sanctionne a posteriori le résultat du scrutin.

## Histoire

### Émergence du droit d'exclusive
Le droit d'exclusive tire son origine du poids croissant de certains souverains dans l'élection des papes à partir du XVIe siècle. C'était alors notamment le cas du roi d'Espagne. Si Charles Quint s'est contenté de pressions officieuses, son fils Philippe II fournit en 1590 une liste de sept cardinaux parmi lesquels le conclave est censé faire son choix, posant ainsi son veto contre tout autre. Si ce pouvoir ne lui était conféré par aucun droit mais par sa simple puissance, les cardinaux obtempèrent, et élisent Grégoire XIV, qui figurait bien parmi les sept préconisés impériaux. En 1591, Philippe II fait de même pour le conclave qui élit Innocent IX.
L'attitude de la papauté vis-à-vis de ces pressions officielles n'est pas claire. Pie IV les reconnaît dans sa bulle In eligendis (1562), mais il les fait apparaître comme de simples recommandations. En 1621, Grégoire XV, dans AEterni Patris, condamne les conventions d'élection, mais sans les nommer. Clément XII en 1732 fait de même. La couronne d'Espagne continue donc à distribuer des vetos ou listes de « papables » officiels. 
En 1655, le roi de France Louis XIV prohibe l'élection du cardinal Sacchetti. Le roi reste toutefois timide en la matière, et laisse élire le cardinal Chigi, futur Alexandre VII, lors de ce même conclave. Le terme de ius exclusivae (« droit d'exclusive ») commence à apparaître, mais le prétendu « droit » n'a jamais été reconnu officiellement.

### L'exclusive moderne
En 1691, Léopold Ier, empereur romain germanique, émet son veto contre la probable élection du cardinal Barbarigo. Le conclave voit un tournant : auparavant, les vetos devaient, pour fonctionner, être soutenus par des cardinaux convaincus de leur utilité. Désormais, c'est la seule voix du monarque qui compte. Le nombre des pays susceptibles de porter l'exclusive se stabilise à trois : l'Espagne, le Saint-Empire (dont le droit sera récupéré ensuite par l'Autriche) et la France. Le roi du Portugal essaie, en vain, de se faire reconnaître le droit d'exclusive, mais n'est pas admis. 
Le droit de veto se réduit à un seul et unique nom, annoncé de manière officielle par l'ambassadeur du pays près le Saint-Siège ou un cardinal ressortissant du pays, qui prend le nom de « cardinal protecteur » (ou « cardinal procurateur ») du pays. Cette formalisation de l'exclusive pousse paradoxalement les monarques à recourir de nouveau aux pressions officielles, quand leur droit d'exclusive a été épuisé.
On peut mentionner les exclusives :
- du Saint-Empire contre le cardinal Paolucci en 1721 (Innocent XIII est élu) ;
- de l'Espagne contre le cardinal Imperiali en 1730 (Clément XII est élu) ;
- de la France contre le cardinal Cavalchini en 1758 (Clément XIII est élu) ;
- de l'Autriche contre le cardinal Severoli en 1823 (Léon XII est élu) ;
- de la France contre le cardinal Albani en 1829 (Pie VIII est élu) ;
- de l'Espagne contre le cardinal Giustiniani et de la France contre le cardinal Macchi en 1830 (Grégoire XVI est élu) ;
- de l'Autriche contre le cardinal Mastai Ferretti en 1846 : le cardinal Gaisruck, porteur de l'exclusive arrive trop tard pour empêcher son élection sous le nom de Pie IX ;
- de la France contre le cardinal Bilio en 1878 (Léon XIII est élu).

Il faut y ajouter la tentative d'exclusive du conclave de 1644, où Mazarin, mandaté par la France, arriva trop tard pour empêcher l'élection du cardinal Pamphili qui a d'ailleurs été élu comme Innocent X. On peut remarquer la France de la IIIe République, qui, en 1878, reprit une prérogative autrefois attachée à la couronne de France.

### Fin du droit d'exclusive
L'exclusive la plus célèbre, car la dernière, est celle portée le 2 août 1903 par le cardinal Puzyna (prince-évêque de Cracovie) contre le cardinal Rampolla, qui réunit alors sur son nom 29 voix. Malgré les protestations des cardinaux, l'exclusive porte ses fruits : lors du second vote, Rampolla gagne une voix, mais en perd six, puis encore huit, le lendemain. 
Afin de limiter le pouvoir des souverains étrangers, le pape nouvellement élu, Pie X, fait voter la Constitution apostolique Commissum nobis le 20 janvier 1904. Elle interdit sous peine d'excommunication à un cardinal de porter une exclusive, « afin d'empêcher les chefs d'État de s'interposer ou de s'ingérer sous quelque prétexte » dans le conclave. Cette disposition fait désormais partie du serment d'observance prêté par tout néo-cardinal, ainsi que du règlement du conclave. Elle n'a été remise en question par aucun successeur de Pie X.

## Débats
La question de la survivance de ce droit de veto a été posée en interne par le ministère des Affaires étrangères français en 1922. La France vient de rétablir ses relations diplomatiques avec le Vatican, et Louis Canet, conseiller technique du ministère pour les affaires religieuses, rédige une note sur les effets de la loi de séparation des Églises et de l'État et de la Constitution apostolique de 1904 sur le droit d'exclusive français. Il soutient dans une note interne que : « Le droit d'exclusive ne doit pas être regardé comme aboli du fait de la séparation des Églises et de l’État. C'est un droit régalien qui résulte du devoir qui incombe au gouvernement, dans un État où les catholiques sont en majorité, de parer aux périls qui résulteraient pour cet État de l'élection d'un pape ennemi ». Il conclut que « la constitution Vacante Sede de Pie X est un règlement intérieur de l’Église que les États n'ont pas à reconnaître ».